# Јеротеј Ковачевић
Јеротеј Ковачевић (Шибеник, 1815 — манастир Крка, 26. септембар 1891) је био архимандрит, игуман манастира Драговић и Крка.
Рођен је у Шибенику. Прво богословско васпитање задобио је од свога зета, мирањског пароха Василија Војводића. Кад је епископ Јосиф Рајачић у Шибенику године 1833. отворио богословску школу, Ковачевић је похађао богословију две године, када је због сиромаштва морао прекинути. Крупски архимандрит Димитрије Перазић га је замонашио у манастиру Крупи 30. маја 1835. Исте године епископ Пантелејмон Живковић рукоположио га је за јерођакона, а касније за јеромонаха. Као крупски јеромонах, опслуживао је парохије врличку и задарску. Епископ Јеротеј Мутибарић произвео га је 19. августа 1845. за игумана и поверио му је управу манастира Драговића. 
Године 1853. постао је епископ дотадашњи крчки архимандрит Стефан Кнежевић, који је одлазећи на своје ново мјесто предао управу манастира Крке проигуману Јеротеју Коваћевићу. Године 1854. водио је управу манастира Савине, а управу манастира Крке је преузео 1855. године, а на Божић исте године епископ Стефан Кнежевић га је произвео за крчког архимандрита. Дошавши у манастир Крку, радио је целог живота за манастирски бољитак. Поправио је манастирске зграде, подигао доксат испред саборних ћелија, садио је винограде, обрађивао поља и подизао економско стање манастира Крке.
Када је године 1867. одржана Славенска етнографска изложба у Москви, обишао ју је и Јеротеј и том приликом посјетио многе руске манастире и добио на дар много црквених сасуда, одежда и црквених књига, којима је снабдео далматинске манастире и сиромашне цркве. Године 1871. постао је почасни конзисторијални члан. Далматинска влада поверавала му је у више наврата важне послове, које је он у корист народа свесно обављао, а за заслуге у црквеном погледу поверио му је епископ Никодим Милаш врховни надзор над манастирима, именовавши га својим егзархом и давши му право да код богослужења носи митру. 
Умро је 1891. године у  76. години живота. Сахрањен је у братској гробници манастира Крке. Од његове оставштине крчко братство је основало просветни фонд под његовим именом.

## Извори
1. ↑  „Дигитална народна и универзитетска библиотека републике српске: Дабро-босански источник”. digitalna.nubrs.rs.ba.
2. ↑  Radojčić, Jovan S. (2009), Srbi zapadno od Dunava i Drine: biografije. 2: I - O, Prometej, ISBN 978-86-515-0316-3